# Teenage Mutant Ninja Turtles (computerspel uit 2003)
Teenage Mutant Ninja Turtles is een computerspel uit het beat 'em up genre, gebaseerd op de tweede animatieserie van de Teenage Mutant Ninja Turtles Het spel werd in 2003 uitgebracht door Konami.

## Speelwijze
De speler kan spelen als Leonardo, Donatello, Michelangelo of Raphael. Er is een verhaalmode voor een of twee spelers, en een versus mode waarin twee spelers elkaar kunnen bevechten. Een challangemode is ontsluitbaar door met een van de Turtles Oroku Saki te verslaan in de verhaalmode.

## Power-ups
Als een speler’s energiemeter terugloopt, kunnen de volgende power-ups helpen:
- Doos: power-Ups zijn soms verborgen in dozen.
- Pizza: hersteld alle energie
- Hamburger: hersteld de helft van de spelers energie.
- Sushi: hersteld een derde van de spelers energie.
- Soda: minimaal herstel van energie.
- Shuriken: kunnen verborgen zijn in enkele dozen.

### Kristallen
- Rood kristal: geeft een Turtle extra aanvalskracht.
- Blauw kristal: geeft extra snelheid.
- Geel kristal: geeft extra verdediging.
- Paars kristal: geeft een extra Gembu kracht.

### Makimono (boekrollen)
Sommige dozen bevatten Makimono boekrollen dit foto’s in de database mode van het spel kunnen ontsluiten.
- Blauwe Makimono: ontsluit een pagina voor Leonardo’s database.
- Rode Makimono: Raphael's database.
- Oranje Makimono: Michelangelo's database.
- Paarse Makimono: Donatello's database.
- Grijze Makimono: ontlsuit drie pagina’s uit de databases van de andere personages.

De grijze Makimono kunnen door alle Turtles worden gevonden. De overige alleen door de Turtle voor wiens database ze gelden.

## Vijanden
- Mouser
- Purple Dragons
- Foot Ninjas
- Junkbots
- Foot Tech Ninjas
- RazorJets
- Elite Foot Ninjas

## Bazen
De Bazen hoeven niet altijd aan het einde van een level te staan.
- Enormet Mouser Robots
- Nano Monster (Ver. 2, 2.1, 3)
- Evil Turtlebot
- Foot Gunner Ninja
- Razorfist
- Quarry
- King Nail
- Hun
- Dr. Baxter Stockman
- Shredder
- Oroku Saki

## Ontvangst
| Beoordeeld door       | Platform      | Datum           | Score |
| --------------------- | ------------- | --------------- | ----- |
| Next Level Gaming     | PlayStation 2 | 3 november 2003 | 78%   |
| Lawrence              | PlayStation 2 | 23 oktober 2003 | 73%   |
| games xtreme          | PlayStation 2 | 7 mei 2004      | 70%   |
| Jeuxvideo.com         | PlayStation 2 | 14 april 2004   | 60%   |
| Jeuxvideo.com         | Xbox          | 5 mei 2004      | 60%   |
| Netjak                | GameCube      | 4 november 2003 | 55%   |
| Game Revolution       | PlayStation 2 | november 2003   | 42%   |
| GameSpy               | PlayStation 2 | 25 oktober 2003 | 40%   |
| Super Play            | PlayStation 2 | april 2004      | 30%   |
| The Video Game Critic | Xbox          | 5 maart 2004    | 0%    |